# La Mort de Sardanapale
La Mort de Sardanapale est un tableau d’Eugène Delacroix réalisé en 1827 et exposé au Salon Carré du Louvre la même année. Il y est toujours conservé.  
La Mort de Sardanapale provoque un immense scandale dans le monde de l'art, par sa modernité. 

## Acquisition
La toile fait partie des collections du musée du Louvre, où elle est entrée en 1921, grâce aux arrérages du legs Audéoud. L'esquisse du tableau, acquise en 1925, grâce à un legs de la comtesse Paul de Salvandy, née Eugénie Rivet, est également conservée au Louvre et constitue à elle seule une véritable œuvre d'art, même si elle est bien moins monumentale (100 × 81 cm) que le tableau final (496 × 392 cm).  

## Histoire du tableau
Le poète anglais Lord Byron, l'un des écrivains phare du romantisme, avait publié en 1821 un drame — Sardanapalus — traduit en français dès 1822. L'œuvre raconte la fin tragique de ce roi légendaire d’Assyrie, qui, voyant le pouvoir lui échapper à la suite d’une conspiration, choisit, lorsqu'il se rendit compte que sa défaite était inéluctable, de se jeter en compagnie de sa favorite, Myrrha, une esclave ionienne, dans les flammes d’un gigantesque bûcher. 
Si Delacroix s'inspire du drame de Byron — on peut reconnaître Myrrha dans la femme à demi allongée sur le lit aux pieds du monarque —, l’idée de l'holocauste des femmes, des chevaux et du trésor semble avoir pour source les récits de Ctésias de Cnide, conservés par Diodore de Sicile dans sa Bibliothèque historique. L'historien et médecin antique rapporte en effet que, « Pour ne pas tomber aux mains de ses ennemis, il [Sardanapale] fit édifier  un immense bûcher dans son palais, y amassa tout son or et tout son argent ainsi que ses vêtements royaux. Il enferma dans une chambre construite au milieu du bûcher ses concubines et ses eunuques, se joignit à eux tous et mit le feu à l'ensemble du palais ».
Delacroix peint ce moment précis et le décrit en ces termes :

« Les révoltés l’assiégèrent dans son palais… Couché sur un lit superbe, au sommet d’un immense bûcher, Sardanapale donne l’ordre à ses esclaves et aux officiers du palais d’égorger ses femmes, ses pages, jusqu’à ses chevaux et ses chiens favoris ; aucun des objets qui avaient servi à ses plaisirs ne devait lui survivre. »

— Eugène Delacroix, Second supplément au livret du Salon de 1827-1828

## Composition

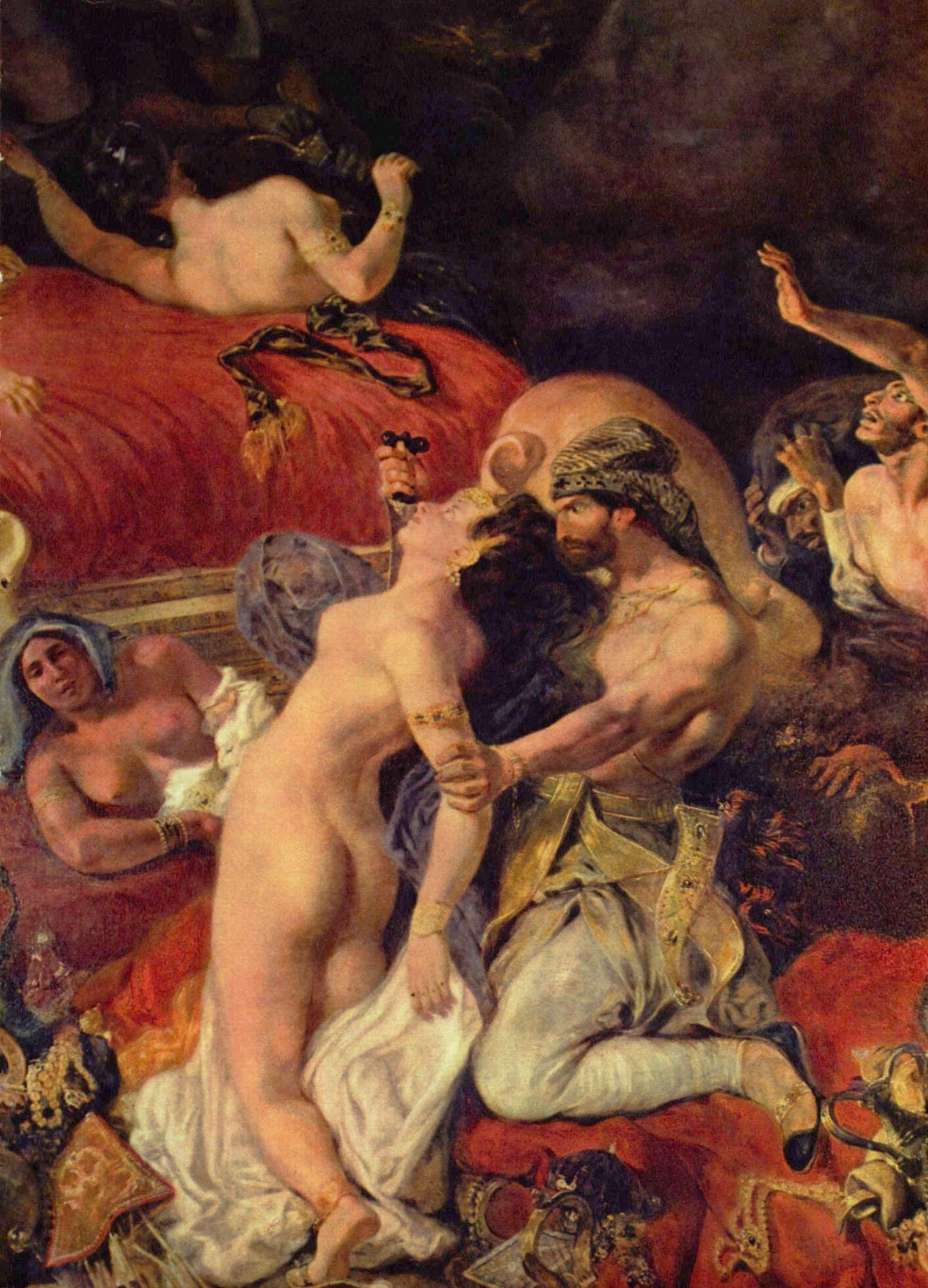
Détail.

La composition rompt avec les codes esthétiques de l'époque en ce qu'elle ne propose ni un point de vue central sur un héros ni une organisation pyramidale. Tout se joue sur la profusion et notamment la couleur. Le rouge et le doré flamboyants sont les couleurs principales qui guident la lisibilité de l'œuvre. De nombreux éléments rouges sont présentés. Dans le coin inférieur droit se trouve un drapé d’un rouge flamboyant. Légèrement au-dessus, plus au centre, dans la partie inférieure, une femme fait face au spectateur : elle est accoudée à un coussin également rouge. Enfin, dans toute la partie gauche du tableau, le rouge est présent par touches. Dans la partie gauche supérieure, des esclaves revêtent des coiffes rouges parées de pierres et d’éléments précieux en or. Le cheval du coin inférieur gauche est également paré de plumes majestueuses rouges et d’une bride d’un rouge éclatant. Il est tiré par un esclave noir, portant lui-même un turban rouge. Au pied du vaste lit, un esclave attrape une femme avec violence, la menaçant de sa dague et s’apprêtant à l’égorger. Une cascade de personnages, sur le bord gauche du tableau, semble tomber sur le spectateur, ce qui est accentué par le cadrage tronqué de la scène[réf. souhaitée].
En contraste, la couleur dorée rappelle les richesses qui entourent le roi, ainsi que la couleur des corps des personnes blanches majoritairement dénudés. 
Delacroix peint en effet une profusion de personnages. On reconnaît Sardanapale sur son lit en haut à gauche. Allongé, il regarde de façon détachée l'horreur de la scène qui se déroule sous ses yeux. À ses pieds gît une femme torse nu, sûrement Myrrha, sa favorite, les bras en croix sur une étoffe rouge qui recouvre le lit du souverain. 
Les corps ne sont pas idéalisés mais réalistes. Les relations entre les personnages témoignent d'une grande violence qui annonce également la fin. Delacroix applique également son regard orientaliste et ses fantasmes érotiques, notamment dans la représentation des femmes, comme l'esclave au premier plan, seulement vêtue de ses bijoux et attrapée violemment par un esclave habillé à la mode orientaliste comme l'imaginaient les peintres occidentaux du XIXe siècle. 
Delacroix offre un spectacle chaotique, un monde sens dessus dessous qui annonce la mort imminente. Cette vision d'un Orient fantasmagorique lie l'or et le sang, le luxe et la luxure, l'érotique et le macabre. Il fait de la mort de Sardanapale un rêve érotique.

## Réception du public
Eugène Delacroix est considéré comme le chef du romantisme français, mouvement qui s'oppose notamment au courant néo-classique dominant. Il affirme pourtant « Je suis un pur classique », mais ses œuvres témoignent dès le début de sa carrière d'une grande modernité. 
Au Salon en 1827, La Mort de Sardanapale est encore moins bien accueillie que les Scènes des massacres de Scio (1824, musée du Louvre), toile qui avait déjà fait scandale et promu Delacroix au rang de chef de file de l'école romantique en peinture. Ce n'est pas tant la représentation d'un roi aux mœurs dissolues qui fait scandale que la façon dont le peintre traite le sujet. Il s'inscrit dans la querelle du coloris du XIXe siècle entre les néo-classiques, notamment Ingres, et les romantiques en choisissant le parti de la couleur, qui devient presque le sujet même de sa toile. 

Jean-Auguste-Dominique Ingres, Homère déifié, dit L’Apothéose d’Homère, 1826, huile sur toile,, Musée du Louvre, Paris.

L’œuvre est exposée au Salon de 1827, en pendant de L'Apothéose d'Homère d'Ingres, toile qui quant à elle constitue une revendication de l'esthétique traditionnelle et des valeurs néoclassiques. Avec cette toile, Ingres rend un véritable hommage à Raphaël et à son École d'Athènes et il donne une leçon esthétique à la jeune génération. La composition choisie par le peintre respecte les codes esthétiques classiques : la ligne maîtrisée donne lieu à un dessin précis et les couleurs fraîches et claires rappellent les fresques de l’Âge classique. Cette toile constitue un véritable éloge du classicisme, rappelant les vases grecs par son style archaïsant et la pureté du dessin.
Face à l’œuvre d’Ingres, La Mort de Sardanapale apparaît comme une véritable révolution artistique, dynamitant toutes les conventions académiques. Il est le premier prototype d’un Orient fantasmé qui laisse exprimer les passions et le chaos. C'est pourquoi Delacroix reçoit de nombreuses critiques. Ce tableau provoque un tel scandale qu'il n'est pas acheté par l'État. Il tombe aussitôt dans un oubli presque total jusqu'à ce que Jean Guiffrey, conservateur du département des peintures du musée du Louvre, l'achète pour la somme de 800 000 francs au baron Vitta et la fasse entrer dans les collections du musée.
Bien qu'elle soit largement rejetée par la majorité des critiques, Victor Hugo est un des seuls à ne pas condamner la démesure exprimée par Delacroix, son rejet du Beau et la cruauté de la scène[réf. souhaitée].
D'autres artistes du romantisme français s'inspirent du drame de Byron, comme notamment Hector Berlioz, qui compose en juillet 1830 sa cantate Sardanapale (H 50), qui lui permet d'obtenir, après plusieurs tentatives infructueuses, le premier Grand prix de Rome et de remporter ainsi son premier succès officiel (seul un fragment de la partition a été conservé).

## Restauration
L'œuvre a été restaurée d'octobre 2022 à juillet 2023. Elle a été nettoyée et revernie ; les lacunes picturales ont été comblées. Cette restauration, en retirant complètement une épaisse couche de vernis successifs, a permis de révéler les teintes originelles du tableau.

## Autres versions

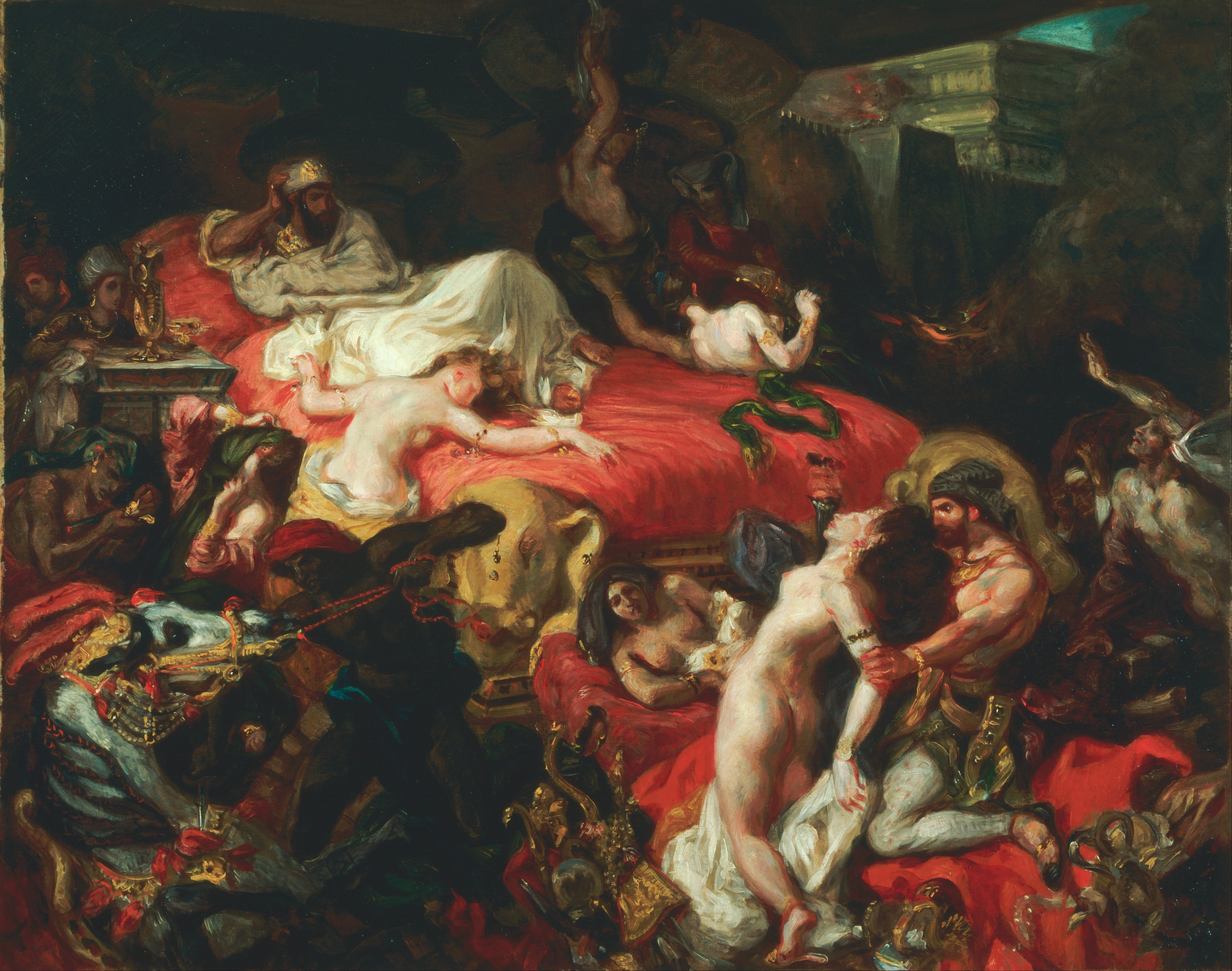
La Mort de Sardanapale, 1844, Philadelphia Museum of Art.

Delacroix a peut-être peint la version de Philadelphie pour lui-même avant de vendre la plus grande œuvre en 1846.
Delacroix, au moment de céder l'œuvre au collectionneur Daniel Wilson, demande à son ami Frédéric Villot d'en faire une copie. Elle est très fidèle, bien que plus petite, et utilise les mêmes couleurs. Elle est conservée au musée Delacroix.

### Œuvres dérivées
- Jeff Wall s'est inspiré de l'œuvre pour réaliser en 1978 sa photographie couleur titrée La Chambre détruite.